# Polução noturna
A polução noturna, também chamada de emissão noturna, sonho molhado, sonho sexual ou orgasmo do sono, é um orgasmo espontâneo durante o sono que inclui a ejaculação para homens, umidade vaginal ou um orgasmo (ou ambos) para mulheres. As emissões noturnas são mais comuns durante a adolescência e o início da idade adulta, mas podem ocorrer a qualquer momento após a puberdade. É possível para os homens acordarem durante uma emissão ou simplesmente dormir durante o sonho, mas para as mulheres, alguns pesquisadores acrescentaram a exigência de que ela também devere acordar durante o orgasmo e perceber que o orgasmo aconteceu antes de contar como um sonho sexual. A lubrificação vaginal por si só não significa que a mulher teve um orgasmo.

## Composição
Devido à dificuldade em coletar a ejaculação produzida durante as emissões noturnas, relativamente poucos estudos examinaram sua composição. No maior estudo, que incluiu amostras de emissão noturna de 10 homens com anejaculação idiopática, a concentração de sêmen foi equivalente às amostras obtidas dos mesmos homens por estimulação vibratória peniana, embora as proporções de espermatozoides móveis e de morfologia normal fossem maiores nas amostras de emissão noturna.

## Frequência
Em um estudo detalhado, homens e mulheres relataram que aproximadamente 8% de seus sonhos diários contêm alguma forma de atividade sexual. Quatro por cento dos sonhos sexuais entre homens e mulheres resultaram em orgasmos.

### Em homens
A frequência das emissões noturnas é altamente variável. Alguns relataram que é devido a ser sexualmente inativo por um período de 1–2 semanas, sem nenhum envolvimento em relação sexual ou masturbação. Alguns homens experimentaram um grande número de emissões noturnas na adolescência, enquanto outros nunca tiveram. Nos EUA, 83% dos homens experimentam emissões noturnas em algum momento de suas vidas. Para os homens que tiveram emissões noturnas, a frequência média varia de 0,36 vezes por semana (cerca de uma vez a cada três semanas) para homens solteiros de 15 anos a 0,18 vezes por semana (cerca de uma vez a cada cinco semanas e meia) para homens solteiros de 40 anos. Para homens casados, a média varia de 0,23 vezes por semana (cerca de uma vez por mês) para homens casados de 19 anos a 0,15 vezes por semana (cerca de uma vez a cada dois meses) para homens casados de 50 anos. Em algumas partes do mundo, as emissões noturnas são mais comuns. Por exemplo, pesquisas na Indonésia mostraram que 97% dos homens experimentam emissões noturnas aos 24 anos.
Alguns homens têm as emissões apenas em uma determinada idade, enquanto outros as têm ao longo de suas vidas após a puberdade. A frequência com que uma pessoa tem emissões noturnas não foi conclusivamente ligada à frequência da masturbação. Alfred Kinsey descobriu que pode haver "alguma correlação entre as frequências da masturbação e as frequências das emissões noturnas. Em geral, os homens que têm as frequências mais altas de emissões noturnas podem ter taxas um pouco mais baixas de masturbação."
Um fator que pode afetar o número de emissões noturnas dos homens é se eles tomam medicamentos à base de testosterona. Em um estudo de 1998 realizado por Finkelstein et al, o número de meninos relatando emissões noturnas aumentou drasticamente à medida que suas doses de testosterona aumentaram, de 17% dos indivíduos sem tratamento para 90% dos indivíduos com uma dose alta.
Treze por cento dos homens experimentam sua primeira ejaculação como resultado de uma emissão noturna. Kinsey descobriu que os homens que experimentavam a primeira ejaculação por meio de uma emissão noturna eram mais velhos do que aqueles que vivenciavam a primeira ejaculação por meio da masturbação. O estudo indica que essa primeira ejaculação resultante de uma emissão noturna foi atrasada um ano ou mais do que seria possível para o desenvolvimento desses homens por meio de estimulação física.

### Em mulheres
A frequência das emissões noturnas é variável, assim como com os homens. Em 1953, o sexólogo Alfred Kinsey descobriu que quase 40% das mulheres que entrevistou tiveram um ou mais orgasmos noturnos ou sonhos molhados. Aquelas que relataram experimentá-los disseram que geralmente os experimentavam várias vezes por ano e que ocorriam pela primeira vez aos treze anos, e geralmente aos 21 anos. Kinsey definiu o orgasmo noturno feminino como excitação sexual durante o sono que desperta a pessoa para perceber a experiência do orgasmo.
Pesquisa publicada por Barbara L. Wells no Journal of Sex Research de 1986 indica que até 85% das mulheres experimentaram orgasmo noturno aos 21 anos. Esta pesquisa foi baseada em mulheres que acordam com/durante o orgasmo.
Estudos descobriram que mais homens têm experiências sexuais noturnas espontâneas mais frequentes do que mulheres. Sonhos sexuais femininos podem ser mais difíceis de identificar com certeza do que sonhos sexuais masculinos porque a ejaculação geralmente está associada ao orgasmo masculino, enquanto a lubrificação vaginal pode não indicar orgasmo.

### Sonho lúcido
A atividade sexual é um tema comumente relatado em sonhos lúcidos. LaBerge, Greenleaf e Kedzierski (1983) realizaram um estudo piloto para determinar até que ponto a atividade sexual experimentada subjetivamente durante o sonho lúcido REM se refletiria nas respostas fisiológicas:
Visto que as mulheres relatam mais orgasmos em sonhos do que os homens, começamos com um tema feminino. Registramos muitos aspectos diferentes de sua fisiologia que normalmente seriam afetados pela excitação sexual, incluindo respiração, frequência cardíaca, tônus muscular vaginal e amplitude de pulso vaginal. O experimento exigia que ela fizesse sinais específicos de movimento dos olhos nos seguintes pontos: quando percebesse que estava sonhando, quando iniciasse a atividade sexual (no sonho) e quando tivesse um orgasmo. Ela relatava um sonho lúcido no qual realizou a tarefa experimental exatamente como combinado. Nossa análise revelou correspondências significativas entre as atividades oníricas que ela relatava e todas as medidas fisiológicas, exceto uma. Durante a seção de quinze segundos de seu registro fisiológico, que ela sinalizava como o momento do orgasmo, sua atividade muscular vaginal, amplitude de pulso vaginal e frequência respiratória atingiram seus valores mais altos da noite e também estavam consideravelmente elevados em comparação com o resto do período REM. Ao contrário do que se esperava, a frequência cardíaca aumentou apenas ligeiramente.— LaBerge, S., Greenleaf, W., & Kedzierski, B. (1983). Physiological responses to dreamed sexual activity during lucid REM sleep. Psychophysiology, 20, 454-455.

## Visões culturais e religiosas
Existem inúmeras visões culturais e religiosas sobre as emissões noturnas. Abaixo está um resumo limitado de algumas perspectivas.

### Antiguidade
Na Roma antiga, a emissão noturna era percebida como bastante natural, conforme observado por Lucrécio em seu De Rerum Natura:

... Novamente, aqueles homens

Para os canais emergentes de cujos anos

Agora primeiro passou a semente (gerou

Dentro de seus membros pelos dias maduros)

Em seu sono são confrontados de fora

Por imagens-ídolos de alguma forma justa—

Notícias de rosto glorioso e flor adorável,

Que agitam e incitam as regiões túrgidas agora

Com sementes abundantes; de modo que, por assim dizer

Com todo o assunto devidamente resolvido,

Eles derramam as ondas de um riacho potente

E mancham suas vestes.
— «Titus Lucretius Carus, De Rerum Natura, Book IV, lines 1025-1036»

### Judeu e samaritano
Alguns exemplos de passagens da lei mosaica da Bíblia Hebraica ensinam que, segundo a lei de Moisés, um homem que teve uma emissão noturna incorria em contaminação ritual (como em qualquer outro caso de ejaculação):
"Se um homem tem uma emissão de sêmen, ele deve banhar todo o seu corpo em água e ser impuro [hebraico tameh] até a tarde. E toda vestimenta e toda pele da qual o sêmen vier serão lavados com água e ser impuro até a noite. "— Levítico
"Quando você estiver acampado contra seus inimigos, então você deve se proteger de todo mal. Se algum homem entre vocês se tornar impuro [hebraico lo yihyeh tahor, literalmente 'não será limpo'] por causa de uma emissão noturna [literalmente: 'em razão do que lhe acontece à noite'], então ele deve sair do acampamento. Ele não deve entrar no acampamento, mas quando a noite chegar, ele se banhará em água, e quando o sol se pôr, ele pode entrar no acampamento. "— Deuteronômio
O primeiro deles é parte de uma passagem afirmando regulamentos semelhantes sobre relações sexuais e menstruação. Levítico 12 faz regulamentos semelhantes sobre o parto.
Uma terceira passagem se refere mais especificamente aos sacerdotes, exigindo que qualquer "descendente de Aarão que tenha... uma descarga", entre outras causas de contaminação ritual, se abstenha de comer oferendas sagradas até depois de uma imersão ritual em um mikveh e até o subsequente anoitecer.
No judaísmo, o Tikkun HaKlali, também conhecido como "O Remédio Geral", é um conjunto de dez Salmos elaborado em 1805 pelo Rebbe Nachman, cujo recital tem a intenção de servir como arrependimento para as emissões noturnas.

### Cristã Patrística
Santo Agostinho afirmava que as emissões noturnas masculinas, ao contrário da masturbação, não poluíam a consciência de um homem, porque não eram atos carnais voluntários e, portanto, não deviam ser consideradas um pecado.

### Islâmico
Um sonho molhado (em árabe: احتلام, ihtilam) não é pecado no Islã. Além disso, enquanto uma pessoa em jejum (no Ramadã ou outro) normalmente seria considerada como tendo quebrado seu jejum ejaculando propositalmente (durante a masturbação ou a relação sexual), a emissão noturna não é a causa. No entanto, eles ainda precisam tomar banho antes de se submeter a alguns rituais da religião.
Os eruditos muçulmanos consideram a ejaculação algo que torna a pessoa temporariamente impura em um ritual, uma condição conhecida como junub; o que significa que um muçulmano que teve um orgasmo ou ejaculou deve ter um ghusl (que consiste em ablução seguida de banho no corpo inteiro para que nenhum fio de cabelo fique seco em todo o corpo — também pode exigir que esfregue o corpo de acordo com a escola Maliki de pensamento, dalk em árabe — durante o banho) antes que eles possam ler qualquer versículo do Alcorão ou realizar as orações formais. Súplicas e orações informais (du'a) não requerem tal banho.

### Medieval
No folclore europeu, as emissões noturnas eram consideradas causadas por uma súcubo (ou íncubo) copulando com o indivíduo à noite, um evento associado à paralisia do sono e possivelmente ao terror noturno.